# Оленівська вулиця (Київ)
Оле́нівська ву́лиця — вулиця в Подільському районі міста Києва, місцевість Поділ (Плоське). Пролягає від Кирилівської до Набережно-Лугової вулиці. 
Прилучаються вулиці Турівська, Межигірська та Костянтинівська.

## Історія
Оленівська вулиця відома з XIX століття. Назва вулиці походить від церкви Костянтина й Олени (зруйнована в 1934–1935 роках), що була розташована на паралельній до Оленівської — Щекавицькій вулиці.

## Забудова
Забудова вулиці відноситься до другої половини XX століття. Пам'яткою архітектури є будівля № 11 — так званий млин М. Г. Хрякова. Цей млин зведений у 1889–1890 роках у стилі історизм, належав купцеві першої гільдії Миколі Хрякову; автором проекту був інженер І. Хряков.